# Pieces of Me
«Pieces of Me» es una canción por la cantante estadounidense de pop/rock Ashlee Simpson y el primer sencillo de su álbum debut, Autobiography. La canción, que fue coescrita por Simpson, Kara DioGuardi y John Shanks (y producida por Shanks), es una mezcla de pop y rock con la letra sobre encontrarte cómodo y en felicidad en una relación con un nuevo novio. "Pieces of Me" fue lanzado como primer sencillo de Autobiography en el 2004, antes del lanzamiento del álbum en julio. Llegó al número cinco en Estados Unidos (en Billboard Hot 100) y contribuyó a ser un considerable éxito de Autobiography, que fue x3 Platino en Estados Unidos. En el extranjero, la canción también participó en varias listas, llegando al número diez en varios países. La canción se convirtió en el mejor sencillo de Simpson hasta la fecha.

## Sobre la grabación
La grabación de "Pieces of Me" aparece en el cuarto episodio de la primera temporada del reality show de Simpson, The Ashlee Simpson Show, y fue inspirada en la relación con el músico Ryan Cabrera, un amigo quién ella se involucró románticamente. Simpson dijo, "era realmente lindo estar con alguien quién es real y es agradable, una buena persona. Así que escribí eso sobre él, y cuando la terminé, estaba tan excitada cómo él." (Reportaron que se separaron en agosto de 2004), mientras la canción estaba en lo alto de las listas. Pronto se reconciliaron antes de separarse de nuevo en el 2005. En otra entrevista, ella dijo "es una buena canción, es fácil escucharla y cada vez que la canto o la escucho...simplemente se siente bien."
Jeff Rothschild tocó la batería para la canción, Shanks tocó la guitarra y el bajo, y Simpson y DioGuardi hicieron los vocales de fondo.

### Video musical
El videoclip muestra a Ashlee grabando su canción en el estudio, se le puede ver feliz, enamorada y ansiosa al cantarla. En el programa de MTV TRL Estados Unidos, el vídeo estuvo 6 días en la posición #1.

## Lista de canciones
Versión sencillo en CD: Norteamericana
1. «Pieces Of Me» (Versión álbum) - 3:37
2. «Pieces Of Me» (Instrumental) - 3:40

Versión sencillo en CD: Británica
1. «Pieces Of Me» (Versión álbum) - 3:37
2. «Pieces Of Me» (David García & High Spies Remix Radio Edit) - 3:15

Versión maxi sencillo: Británica
1. «Pieces Of Me» (Radio Edit #2) - 3:11
2. «Pieces Of Me» (David García & High Spies Remix Club Mix) - 7:09
3. «Pieces Of Me» (29 Palms Remix Vocal Edit) - 4:04
4. Shadow/Autobiography/La La/Better Off (Snippet Medley) - 5:20
5. «Pieces Of Me» (Video)

Versión sencillo en CD: Australiana
1. «Pieces Of Me» (Radio Edit) - 3:13
2. «Pieces Of Me» (David García & High Spies Remix Club Mix) - 7:06
3. «Pieces Of Me» (Instrumental) - 3:40

## Posicionamiento
| País               | Chart | Posición |
| ------------------ | --- | -------- |
| Estados Unidos     | Billboard - Adult Contemporary                                                                                           | 30       |
| Estados Unidos     | Billboard - Adult Top 40                                                                                                 | 4        |
| Estados Unidos     | Billboard Hot 100 Archivado el 27 de marzo de 2006 en Wayback Machine.                                                   | 5        |
| Estados Unidos     | Billboard - Top 40 Mainstream                                                                                            | 1        |
| Estados Unidos     | Top 40 Tracks | 1        |
| Estados Unidos     | Hot Digital Tracks | 1        |
| Reino Unido (U.K.) | The UK Singles Chart | 4        |
| Noruega            | Top 20 Singles | 3        |
| China              | China Singles Chart | 1        |
| Dinamarca          | Top 20 Singles | 4        |
| Suiza              | Top 100 Singles | 11       |
| Austria            | Top 40 Singles | 15       |
| Italia             | Top 50 Singles | 24       |
| Australia          | ARIA - Top 50 Singles | 7        |
| Nueva zelanda      | RIANZ - Top 40 Singles (enlace roto disponible en Internet Archive; véase el historial, la primera versión y la última). | 32       |
| chile              | los 10 más pedidos | 7        |